# Temporada 2000-01 de l'NBA
La temporada 2000-01 de l'NBA fou la 55a en la història de l'NBA. Los Angeles Lakers fou el campió per segon any consecutiu després de guanyar a Philadelphia 76ers per 4-1.

## Aspectes més rellevants
- L'All-Star Game es disputà en el MCI Center de Washington DC, amb victòria de l'Est per 111-110. Allen Iverson fue el MVP del partit.
- Els Grizzlies jugaren la darrera temporada a Vancouver.
- Houston Rockets aconseguí el millor percentatge de victòries (54,9%) per a un equip de fora de playoffs.
- Dallas Mavericks jugà per darrera temporada en el Reunion Arena.
- Els Lakers, després de guanyar 56 partits durant la temporada regular, aconseguiren el campionat amb un balanç de 15-1 en els playoffs, el millor rècord de la història.
- Philadelphia 76ers completà una de les seves millors temporades, guanyant 5 trofeus individuals; Allen Iverson els MVP de la temporada i de l'All-Star, Larry Brown el millor entrenador de l'any, Aaron McKie el millor sisè home i Dikembe Mutombo el millor defensor.

## Classificacions

### Conferència Est
| Equip              | V  | D  | %V   | P  |
| ------------------ | -- | -- | ---- | -- |
| Philadelphia 76ers | 56 | 26 | ,683 | -  |
| Miami Heat         | 50 | 32 | ,610 | 6  |
| New York Knicks    | 48 | 34 | ,585 | 8  |
| Orlando Magic      | 43 | 39 | ,524 | 13 |
| Boston Celtics     | 36 | 46 | ,439 | 20 |
| New Jersey Nets    | 26 | 56 | ,317 | 30 |
| Washington Wizards | 19 | 63 | ,232 | 37 |

| Equip               | V  | D  | %V   | P  |
| ------------------- | -- | -- | ---- | -- |
| Milwaukee Bucks     | 52 | 30 | ,634 | -  |
| Toronto Raptors     | 47 | 35 | ,573 | 5  |
| Charlotte Hornets   | 46 | 36 | ,561 | 6  |
| Indiana Pacers      | 41 | 41 | ,500 | 11 |
| Detroit Pistons     | 32 | 50 | ,390 | 20 |
| Cleveland Cavaliers | 30 | 52 | ,366 | 22 |
| Atlanta Hawks       | 25 | 57 | ,305 | 27 |
| Chicago Bulls       | 15 | 67 | ,183 | 37 |

### Conferència Oest
| Equip                  | V  | D  | %V   | P  |
| ---------------------- | -- | -- | ---- | -- |
| San Antonio Spurs      | 58 | 24 | ,707 | -  |
| Dallas Mavericks       | 53 | 29 | ,646 | 5  |
| Utah Jazz              | 53 | 29 | ,646 | 5  |
| Minnesota Timberwolves | 47 | 35 | ,573 | 11 |
| Houston Rockets        | 45 | 37 | ,549 | 13 |
| Denver Nuggets         | 40 | 42 | ,488 | 18 |
| Vancouver Grizzlies    | 23 | 59 | ,280 | 35 |

| Equip                  | V  | D  | %V   | P  |
| ---------------------- | -- | -- | ---- | -- |
| Los Angeles Lakers C   | 56 | 26 | ,683 | -  |
| Sacramento Kings       | 55 | 27 | ,671 | 1  |
| Phoenix Suns           | 51 | 31 | ,622 | 5  |
| Portland Trail Blazers | 50 | 32 | ,610 | 6  |
| Seattle Supersonics    | 44 | 38 | ,537 | 12 |
| Los Angeles Clippers   | 31 | 51 | ,378 | 25 |
| Golden State Warriors  | 17 | 65 | ,207 | 39 |

* V: victòries
* D: Derrotes
* %V: Percentatge de victòries
* P: Diferència de partits respecte al primer lloc
* C: Campió

## Playoffs
Els equips en negreta van avançar fins a la següent ronda. Els números a l'esquerra de cada equip indiquen la posició de l'equip en la seva conferència, i els números a la dreta indiquen el nombre de partits que l'equip va guanyar en aquesta ronda. Els campions de divisió estan marcats per un asterisc. L'avantatge de pista local no pertany necessàriament a l'equip de posició més alta al seu grup, sinó a l'equip amb un millor rècord a la temporada regular; els equips que gaudeixen de l'avantatge de casa es mostren en cursiva.
|  | Primera Ronda | Primera Ronda | Primera Ronda |   |              | Semifinals de Conferència | Semifinals de Conferència | Semifinals de Conferència |  |   | Finals de Conferència | Finals de Conferència | Finals de Conferència |  |    | Final NBA   | Final NBA | Final NBA |
|  |               |               |               |   |              |                           |                           |                           |  |   |                       |                       |                       |  |    |             |           |           |
|  | 1             | San Antonio   | 3             |   |              |                           |                           |                           |  |   |                       |                       |                       |  |    |             |           |           |
|  | 8             | Minnesota     | 1             |   |              |                           |                           |                           |  |   |                       |                       |                       |  |    |             |           |           |
|  | 8             | Minnesota     | 1             |   | 1            | San Antonio               | 4                         |                           |  |   |                       |                       |                       |  |    |             |           |           |
|  |               |               |               |   | 1            | San Antonio               | 4                         |                           |  |   |                       |                       |                       |  |    |             |           |           |
|  |               | 5             | Dallas        | 1 |              |                           |                           |                           |  |   |                       |                       |                       |  |    |             |           |           |
|  | 4             | 5             | Dallas        | 1 | Utah         | 2                         |                           |                           |  |   |                       |                       |                       |  |    |             |           |           |
|  | 4             |               |               |   | Utah         | 2                         |                           |                           |  |   |                       |                       |                       |  |    |             |           |           |
|  | 5             | Dallas        | 3             |   |              |                           |                           |                           |  |   |                       |                       |                       |  |    |             |           |           |
|  | 5             | Dallas        | 3             |   |              |                           |                           |                           |  | 1 | San Antonio           | 0                     |                       |  |    |             |           |           |
|  |               |               |               |   |              |                           |                           |                           |  | 1 | San Antonio           | 0                     |                       |  |    |             |           |           |
|  |               | 2             | L.A. Lakers   | 4 |              |                           |                           |                           |  |   |                       |                       |                       |  |    |             |           |           |
|  | 3             | 2             | L.A. Lakers   | 4 | Sacramento   | 3                         |                           |                           |  |   |                       |                       |                       |  |    |             |           |           |
|  | 3             |               |               |   | Sacramento   | 3                         |                           |                           |  |   |                       |                       |                       |  |    |             |           |           |
|  | 6             | Phoenix       | 1             |   |              |                           |                           |                           |  |   |                       |                       |                       |  |    |             |           |           |
|  | 6             | Phoenix       | 1             |   | 3            | Sacramento                | 0                         |                           |  |   |                       |                       |                       |  |    |             |           |           |
|  |               |               |               |   | 3            | Sacramento                | 0                         |                           |  |   |                       |                       |                       |  |    |             |           |           |
|  |               | 2             | L.A. Lakers   | 4 |              |                           |                           |                           |  |   |                       |                       |                       |  |    |             |           |           |
|  | 2             | 2             | L.A. Lakers   | 4 | L.A. Lakers  | 3                         |                           |                           |  |   |                       |                       |                       |  |    |             |           |           |
|  | 2             |               |               |   | L.A. Lakers  | 3                         |                           |                           |  |   |                       |                       |                       |  |    |             |           |           |
|  | 7             | Portland      | 0             |   |              |                           |                           |                           |  |   |                       |                       |                       |  |    |             |           |           |
|  | 7             | Portland      | 0             |   |              |                           |                           |                           |  |   |                       |                       |                       |  | O2 | L.A. Lakers | 4         |           |
|  |               |               |               |   |              |                           |                           |                           |  |   |                       |                       |                       |  | O2 | L.A. Lakers | 4         |           |
|  |               | E1            | Philadelphia  | 1 |              |                           |                           |                           |  |   |                       |                       |                       |  |    |             |           |           |
|  | 1             | E1            | Philadelphia  | 1 | Philadelphia | 3                         |                           |                           |  |   |                       |                       |                       |  |    |             |           |           |
|  | 1             |               |               |   | Philadelphia | 3                         |                           |                           |  |   |                       |                       |                       |  |    |             |           |           |
|  | 8             | Indiana       | 1             |   |              |                           |                           |                           |  |   |                       |                       |                       |  |    |             |           |           |
|  | 8             | Indiana       | 1             |   | 1            | Philadelphia              | 4                         |                           |  |   |                       |                       |                       |  |    |             |           |           |
|  |               |               |               |   | 1            | Philadelphia              | 4                         |                           |  |   |                       |                       |                       |  |    |             |           |           |
|  |               | 5             | Toronto       | 3 |              |                           |                           |                           |  |   |                       |                       |                       |  |    |             |           |           |
|  | 4             | 5             | Toronto       | 3 | New York     | 2                         |                           |                           |  |   |                       |                       |                       |  |    |             |           |           |
|  | 4             |               |               |   | New York     | 2                         |                           |                           |  |   |                       |                       |                       |  |    |             |           |           |
|  | 5             | Toronto       | 3             |   |              |                           |                           |                           |  |   |                       |                       |                       |  |    |             |           |           |
|  | 5             | Toronto       | 3             |   |              |                           |                           |                           |  | 1 | Philadelphia          | 4                     |                       |  |    |             |           |           |
|  |               |               |               |   |              |                           |                           |                           |  | 1 | Philadelphia          | 4                     |                       |  |    |             |           |           |
|  |               | 2             | Milwaukee     | 3 |              |                           |                           |                           |  |   |                       |                       |                       |  |    |             |           |           |
|  | 3             | 2             | Milwaukee     | 3 | Miami        | 0                         |                           |                           |  |   |                       |                       |                       |  |    |             |           |           |
|  | 3             |               |               |   | Miami        | 0                         |                           |                           |  |   |                       |                       |                       |  |    |             |           |           |
|  | 6             | Charlotte     | 3             |   |              |                           |                           |                           |  |   |                       |                       |                       |  |    |             |           |           |
|  | 6             | Charlotte     | 3             |   | 6            | Charlotte                 | 3                         |                           |  |   |                       |                       |                       |  |    |             |           |           |
|  |               |               |               |   | 6            | Charlotte                 | 3                         |                           |  |   |                       |                       |                       |  |    |             |           |           |
|  |               | 2             | Milwaukee     | 4 |              |                           |                           |                           |  |   |                       |                       |                       |  |    |             |           |           |
|  | 2             | 2             | Milwaukee     | 4 | Milwaukee    | 3                         |                           |                           |  |   |                       |                       |                       |  |    |             |           |           |
|  | 2             |               |               |   | Milwaukee    | 3                         |                           |                           |  |   |                       |                       |                       |  |    |             |           |           |
|  | 7             | Orlando       | 1             |   |              |                           |                           |                           |  |   |                       |                       |                       |  |    |             |           |           |

## Estadístiques
| Categoria                   | Jugador          | Equip               | Mitjana/% |
| --------------------------- | ---------------- | ------------------- | --------- |
| Punts per partit            | Allen Iverson    | Philadelphia 76ers  | 31,1      |
| Rebots per partit           | Dikembe Mutombo  | Atlanta Hawks       | 13,5      |
| Assistències per partit     | Jason Kidd       | Phoenix Suns        | 9,8       |
| Robatoris per partit        | Allen Iverson    | Philadelphia 76ers  | 2,5       |
| Taps per partit             | Theo Ratliff     | Philadelphia 76ers  | 3,7       |
| Percentatge de tirs de camp | Shaquille O'Neal | Los Angeles Lakers  | 57,2      |
| Percentatge de tirs lliures | Reggie Miller    | Indiana Pacers      | 92,8      |
| Percentatge de triples      | Brent Barry      | Seattle SuperSonics | 47,2      |

## Premis
- MVP de la temporada
  -  Allen Iverson (Philadelphia 76ers)

- Rookie de l'any
  -  Mike Miller (Orlando Magic)

- Millor defensor
  -  Dikembe Mutombo (Philadelphia 76ers/Atlanta Hawks)

- Millor sisè home
  -  Aaron McKie (Philadelphia 76ers)

- Jugador amb millor progressió
  -  Tracy McGrady (Orlando Magic)

- Entrenador de l'any
  -  Larry Brown (Philadelphia 76ers)

- Primer quintet de la temporada
  - A - Tim Duncan, San Antonio Spurs
  - A - Chris Webber, Sacramento Kings
  - P - Shaquille O'Neal, Los Angeles Lakers
  - B - Allen Iverson, Philadelphia 76ers
  - B - Jason Kidd, Phoenix Suns

- Segon quintet de la temporada
  - A - Kevin Garnett, Minnesota Timberwolves
  - A - Vince Carter, Toronto Raptors
  - P - Dikembe Mutombo, Philadelphia 76ers/Atlanta Hawks
  - B - Kobe Bryant, Los Angeles Lakers
  - B - Tracy McGrady, Orlando Magic

- Tercer quintet de la temporada
  - A - Karl Malone, Utah Jazz
  - A - Dirk Nowitzki, Dallas Mavericks
  - P - David Robinson, San Antonio Spurs
  - B - Gary Payton, Seattle Supersonics
  - B - Ray Allen, Milwaukee Bucks
- Primer Quintet Defensivo
  - Tim Duncan, San Antonio Spurs
  - Kevin Garnett, Minnesota Timberwolves
  - Dikembe Mutombo, Philadelphia 76ers/Atlanta Hawks
  - Gary Payton, Seattle Supersonics
  - Jason Kidd, Phoenix Suns

- Segon quintet defensiu
  - Bruce Bowen, Miami Heat
  - P.J. Brown, Charlotte Hornets
  - Shaquille O'Neal, Los Angeles Lakers
  - Kobe Bryant, Los Angeles Lakers
  - Doug Christie, Sacramento Kings

- Millor quintet de rookies
  - Mike Miller, Orlando Magic
  - Kenyon Martin, New Jersey Nets
  - Marc Jackson, Golden State Warriors
  - Morris Peterson, Toronto Raptors
  - Darius Miles, Los Angeles Clippers

- Segon millor quintet de rookies
  - Hidayet Turkoglu, Sacramento Kings
  - Desmond Mason, Seattle Supersonics
  - Courtney Alexander, Washington Wizards
  - Marcus Fizer, Chicago Bulls
  - Chris Mihm, Cleveland Cavaliers